# Leopoldo Torres Balbás
Leopoldo Torres Balbás (Madrid, 23 de mayo de 1888 - Madrid, 21 de noviembre de 1960) fue un arquitecto restaurador, escritor prolífico acerca de la arquitectura monumental española y arqueólogo español. Amigo de Manuel de Falla desarrolló una importante parte de su actividad en los edificios más emblemáticos de la ciudad española de Granada.

## Biografía
Hijo de Rafael Torres Campos, estudió en la Escuela de Arquitectura de Madrid (cuando aún se encontraba en la calle de los Estudios), obteniendo el título de arquitecto en 1916. En 1931 por oposición ganó la cátedra de Historia de las Artes Plásticas y de Historia de la Arquitectura en la misma escuela, sucediendo a Vicente Lampérez y Romea en esa labor docente.
Leopoldo Torres Balbás es recordado hoy como uno de los padres de la restauración monumental en España. Su aportación fundamental se debe tanto a su pensamiento teórico, recogido en múltiples escritos, como a la práctica, materializada principalmente en sus intervenciones en la Alhambra, el Generalife y la Alcazaba de Málaga. Entre 1923 y 1936, etapa en la que ocupó el cargo de Arquitecto Restaurador de la 6.ª Zona, catedrático de Arte de la Escuela de Arquitectura de Madrid y director de obras de recuperación de la Alhambra.
A él debemos en gran medida la Alhambra que conocemos hoy en día. Su labor, rigurosa y sensible, acabó con la tradición de restauraciones fantasiosas y destructivas de las décadas anteriores. Torres Balbás restauró el Mexuar, el Patio de los Leones y el de la Alberca, y entre otras intervenciones creó la nueva entrada a la Casa Real y reestructuró el Partal con unos jardines a partes iguales herederos de las tradiciones andalusí y clásica. Además de todo esto va a iniciar un programa de recuperación del Palacio imperial de Carlos V con destino a ser museo.

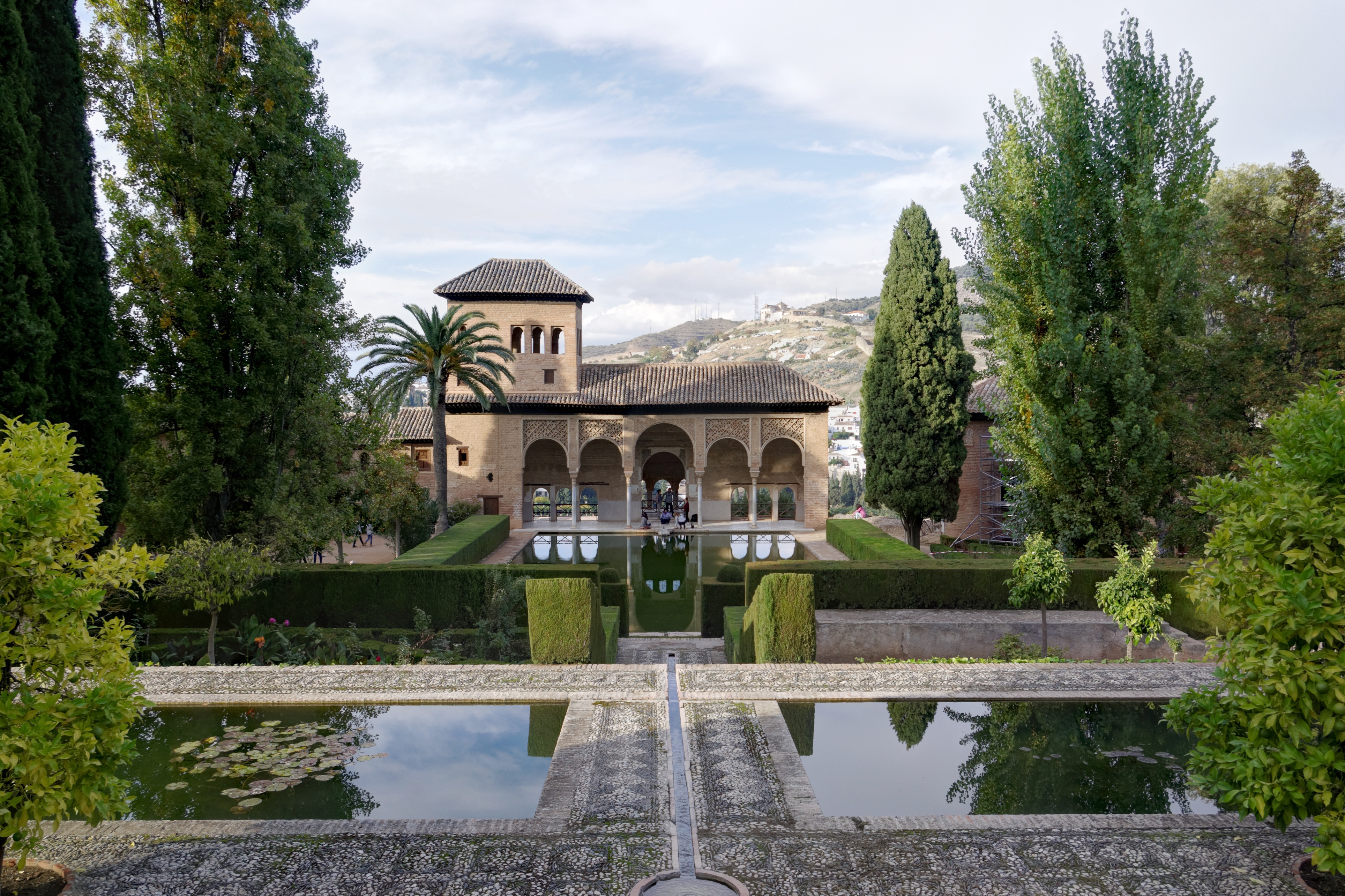
El Partal, restaurado por Leopoldo Torres Balbás.

Algunas de sus intervenciones en la Alhambra, como la del Patio de los Leones, donde desmontó unas cupulillas decimonónicas, fueron criticadas en la ciudad por algunos sectores que se opusieron a su labor. En este caso Manuel de Falla tuvo que mediar ante las críticas. Actualmente a Torres Balbás se le reconoce como uno de los grandes arquitectos que han tenido el privilegio de trabajar en el conjunto monumental de la Alhambra.
Con motivo de la Exposición Iberoamericana de Sevilla en 1929, se le encargó el pabellón provincial de Granada, concediéndosele la medalla de oro de la Exposición. El edificio resultó destruido por un incendio algunos años más tarde.
En 1954 leyó su discurso de ingreso en la Real Academia de la Historia que llevaba el título de "Algunos aspectos del mudejarismo urbano medieval", siendo contestado por Emilio García Gómez. Académico de Honor de la Real Academia de Bellas Artes de San Telmo de Málaga y Correspondiente de la Real Academia de Ciencias, Bellas Letras y Nobles Artes de Córdoba, previamente había sido académico numerario de la Real Academia de Bellas Artes de Nuestra Señora de las Angustias de Granada. Miembro Correspondiente de la Hispanic Society of América de Nueva York y de la Academia Argentina de la Historia. Doctor honoris causa por las universidades de Argel y Rabat.
Falleció en 1960 en la ciudad de Madrid atropellado por una moto.

## Obras
Publicó numerosos trabajos y estudios. Destacan algunos como:
- 1945. «La iglesia de la hospedería de Roncesvalles». Príncipe de Viana 6 (20): 371-403. 1945. ISSN 0032-8472. Consultado el 27 de agosto de 2023.
- 1973. España musulmana, hasta la caída del Califato de Córdoba (711-1031 de J. C.): instituciones y vida social e intelectual. Espasa Calpe España, 1973 (3 ed.) junto con E. Levi-Provençal; Emilio García Gómez (ed. lit.), Leopoldo Torres Balbás (col.)
- 1981. Planos de ciudades iberoamericanas y filipinas existentes en el Archivo de Indias. Instituto de Estudios de Administración Local, 1981. ISBN 84-7088-294-5. Junto con Fernando Chueca Goitia y Julio González.
- 2009. La Alhambra y el Generalife de Granada. Granada, Editorial Universidad de Granada. ISBN 978-84-338-4535-1[5]